# Sahar Baassiri
Sahar Baassiri (àrab: سحر بعاصيري, Saḥar Baʿāṣīrī) (Líban, dècada del 1960) és una diplomàtica i periodista libanesa que va exercir com a ambaixadora i representant permanent del Líban davant la UNESCO a París entre 2018 i 2023.
Va treballar per al principal diari libanès An Nahar entre 1981 i 2009. El 1993, es va convertir en la primera dona editora estrangera d'un diari libanès. I va ser la primera dona del món àrab a escriure una columna de portada en un diari. També va ser la corresponsal de l'agència de notícies United Press International a Beirut entre 1989 i 1991.
És autora de dos llibres en àrab: لبنان المعلق, Lubnān al-muʿallaq, lit. ‘El Líban en espera’, i عرب التيه, ʿArab at-tīh, lit. ‘Els àrabs del desert’, tots dos publicats el 2009 per l'editorial Dar An-Nahar. Baassiri es va llicenciar en ciències polítiques per la Universitat Americana de Beirut i té un màster en periodisme per la Columbia University Graduate School of Journalism.